# Michael Winslow
Michael Leslie Winslow (n. 6 septembrie 1958, Spokane, Washington, SUA) este un actor, comedian⁠(d) și beatboxer american descris drept Omul celor 10.000 de efecte sonore pentru capacitatea sa de a produce sunete realiste doar cu ajutorul vocii sale. A devenit cunoscut pentru rolul lui Larvell Jones⁠(d) din seria de filme Academia de Poliție⁠(d). A mai apărut în Bilele spațiale, Cheech and Chong's Next Movie⁠(d) și Nice Dreams⁠(d), The Love Boat⁠(d) și în reclame pentru companiile Cadbury și GEICO⁠(d).

## Biografie
Winslow s-a născut în Spokane, Washington, fiul lui Verdie și Robert Winslow. A copilărit la Baza aeriană de la Fairchild⁠(d) de lângă Spokane, iar mai târziu a urmat Școala de Actorie, Modelling și Imaging Lisa Maile.
Potrivit declarațiilor sale, Winslow a avut puțini prieteni în copilărie. Din acest motiv, și-a petrecut timpul imitând diverse sunete. După liceu și facultate, a susținut spectacole în cluburi de noapte și teatre, unde abilitățile sale i-au creat o reputație și a obținut suficienți bani pentru a se muta la Hollywood.

### Cariera
Prima sa apariție pe micile ecrane a fost în cadrul show-ului de talente The Gong Show⁠(d), unde l-a imitat pe câinele Benji⁠(d), sunete din Star Trek și a interpretat „Purple Haze” de Jimi Hendrix. A devenit cunoscut după ce a obținut rolul ofițerului de poliție Larvell Jones în filmele și serialele Academia de Poliție, rol obținut după un spectacol susținut înaintea unui concert de Count Basie⁠(d). În 1985, Island Records a lansat melodia „I Am My Own Walkman” de Winslow, aceasta ajungând pe locul 60 în topurile australiene.
În 1986, Winslow a înmânat Oscarul pentru categoria cea mai bună editare de efecte sonore lui Charles L. Campbell⁠(d) și Robert Rutledge⁠(d) pentru filmul Înapoi în viitor.
În 1987, Winslow a apărut în rolul unui operator radar în filmul Spaceballs, acesta contribuind la efectele sonore ale filmului. Mel Brooks - care a scris, regizat, produs și apărut în film - a declarat că au reușit să economisească bani datorită intervențiilor sale. Winslow este, de asemenea, un vorbitor motivațional⁠(d). Din toamna anului 2008, Winslow a devenit gazda serialul de televiziune „Way Back Wednesday with Winslow” pe canalul WGN America⁠(d) Acesta continuă să susțină spectacole de stand-up comedy la nivel internațional.
În 2011, Winslow a lucrat alături de studioul Phyken Media din Orlando, Florida la un joc mobil pentru iOS și Android intitulat Wizard Ops Chapter 1, acesta realizând toate efectele sonore pentru joc.
În 2021, Winslow  a participat la emisiunea America's Got Talent⁠(d).

## Filmografie
- Cheech & Chong's Next Movie (1980) - Welfare Comedian
- Underground Aces (1981) - Nate
- Nice Dreams (1981) - Superman Nut
- Space Stars (1981) - Plutem (dublaj)
- Tag: The Assassination Game (1982) - Gowdy
- Heidi's Song (1982) - Mountain (dublaj)
- Police Academy (1984) - Cadet Larvell Jones
- Alphabet City (1984) - Lippy
- Gremlins (1984) - Mogwai / Gremlins (dublaj)
- Grandview, U.S.A. (1984) - Spencer
- Lovelines (1984) - J.D
- Police Academy 2: Their First Assignment (1985) - Larvell Jones
- Starchaser: The Legend of Orin (1985)
- Police Academy 3: Back in Training (1986) -  Larvell Jones
- Police Academy 4: Citizens on Patrol (1987) -  Larvell Jones
- Spaceballs (1987) - operator radar
- Three Crazy Jerks [de] (West Germany, 1987) - Walker
- Police Academy 5: Assignment Miami Beach (1988) - Larvell Jones
- Starke Zeiten (West Germany, 1988) - Mike
- Buy & Cell (1988) - Sly
- Three Crazy Jerks II - Ronny
- Police Academy 6: City Under Siege (1989) - Larvell Jones
- Think Big (1989) - Hap
- New Kids on the Block (1990, serial) (dublaj)
- Far Out Man (1990) - polițist
- Going Under (1990) - reporter
- Extralarge (1993, serial) (cu Bud Spencer) - Dumas
- Police Academy: Mission to Moscow (1994) - Larvell Jones
- Be Cool about Fire Safety (1995, TV)
- Police Academy: The Series (serial, 1997–1998) - Larvelle Jones
- Lycanthrope (1999) - Lee Davis
- Michael Winslow Live (1999) - Michael Winslow
- The Blur of Insanity (1999) - Horner's Friend 2
- He Outta Be Committed (2000) - Jeremy
- The Trumpet of the Swan (2001) - Chief (dublaj)
- The Biggest Fan (2002) - ofițerul Man
- Grand Theft Auto: San Andreas (2004) - pieton (dublaj)
- Lenny the Wonder Dog (2005) - John Wyndham
- Robot Chicken (2006) - Larvell Jones
- The Great Buck Howard (2008) - Michael Winslow
- Redirecting Eddie (2008) - Vaughn
- RoboDoc (2009) - Dr. Murphy
- The History of the Typewriter recited by Michael Winslow (2010)
- Tosh.0 (2010)
- Blunt Movie (2013) - Antrenorul Al Jefferson
- Gingerclown (2013) - Stomachcrumble
- Late Night with Jimmy Fallon (2013)
- Sharknado 3: Oh Hell No! (2015) - Brian Jonesy Jones
- Lavalantula (2015) - Marty
- Enter the Fist and the Golden Fleece (2016) - The Argonaut
- Characterz (2016) - detectiv
- 2 Lava 2 Lantula (2016) - Marty
- The Jack and Triumph Show (2015)
- Renaissance Man (2016) - Mike
- Hospital Arrest (2016) - Judecătorul Collaway
- Killing Hasselhoff (2017)
- Game Changer (2020, sezonul 3)
- America's Got Talent (2021, sezonul 16)
- Todd (2021) - Jake
- Video Game Sound (2022)